# Pieprznik blady

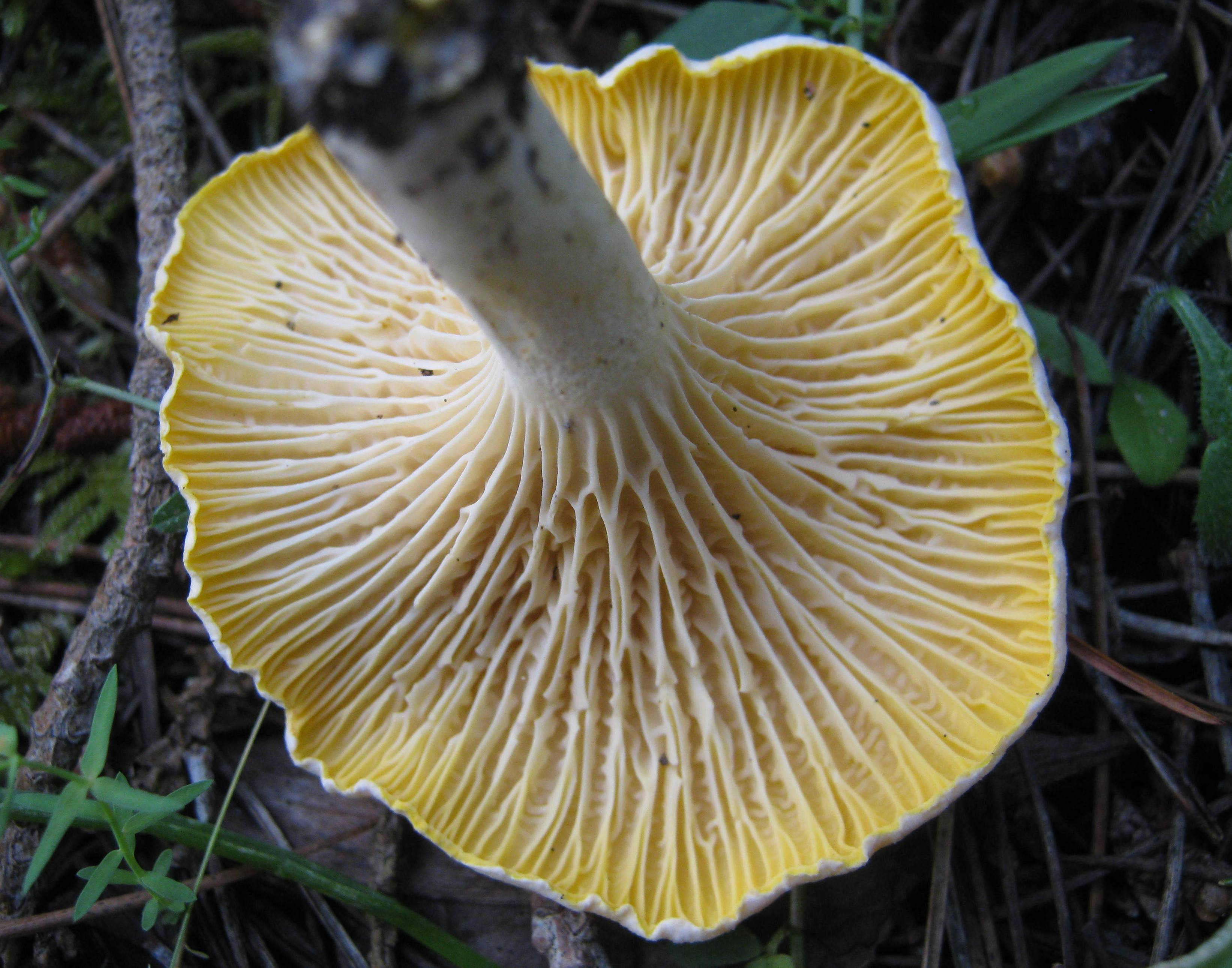

Pieprznik blady (Cantharellus pallens Pilát) – gatunek grzybów z rodziny kolczakowatych (Hydnaceae).

## Systematyka i nazewnictwo
Pozycja w klasyfikacji według Index Fungorum: Cantharellus, Hydnaceae, Cantharellales, Incertae sedis, Agaricomycetes, Agaricomycotina, Basidiomycota, Fungi.
Po raz pierwszy takson ten opisał w 1959 r. Albert Pilát na ziemi w lesie iglastym w Czechach. Synonimy nazwy naukowej:
- Cantharellus cibarius var. bicolor Maire 1937
- Cantharellus subpruinosus Eyssart. & Buyck 2000[2].

Polską nazwę zarekomendował Władysław Wojewoda w 2003 r.

## Morfologia
Kapelusz
Średnica 2–8 cm. U młodych okazów łukowaty, potem płaski, na koniec lejkowaty, mięsisty. Brzeg płatowaty, pofalowany, tępy, powierzchnia o barwie od białej do żółtawej, często białawo lub żółtawo pstrokata.
Hymenofor
Listewkowy (phlebioidalny). Listewki niskie i rozwidlone, głęboko zbiegające na trzon i tej samej barwy.
Trzon
Wysokość 3–7 cm, grubość do 3 cm, twardy, ku górze rozszerzający się i stopniowo przechodzący w kapelusz. Powierzchnia naga, gładka i tej samej barwy co kapelusz.
Miąższ
Mięsisty, białawy, nie zmieniający barwy po uszkodzeniu, o lekkim korzennym zapachu i delikatnie szczypiącym smaku.
Wysyp zarodników
Kremowy, kremowo-żółtawy. Zarodniki elipsoidalne z wyrostkiem wnęki, gładkie, szkliste, z ziarenkami i gutulami, 8–9 × 4,5–5 µm.
Gatunki podobne
Pieprznik jadalny (Cantharellus cibarius) zwykle jest mniejszy, ma bardzo intensywną żółtą barwę i owocowy zapach. Preferuje bardziej kwaśne gleby i współżyje z większą ilością gatunków drzew: buk, brzoza, dąb, świerk i sosna. Pieprznik ametystowy (Cantharellus amethysteus) ma różne żółte kolory z odcieniem fioletowym do ametystowym. Preferuje także gleby kwaśne i występuje pod drzewami liściastymi, m.in. dąb, buk i brzoza, ale sporadycznie także pod drzewami iglastymi. Pieprznik rdzewiejący (Cantharellus ferruginascens) jest smuklejszy i jego uciśnięte miejsca powoli zmieniają barwę na rdzawą.

## Występowanie i siedlisko
W Europie jest szeroko rozprzestrzeniony. Podano jego stanowiska także w Rosji, Japonii i Ameryce Północnej. W Polsce do 2003 r. podano jedno stanowisko, w późniejszych latach podano następne. Aktualne stanowiska podaje także internetowy atlas grzybów. Znajduje się w nim na liście gatunków zagrożonych i wartych objęcia ochroną.
Naziemny grzyb mykoryzowy. Występuje w lasach liściastych, zwykle pod bukami i lipami.

## Znaczenie
Grzyb jadalny.